# قائمة قرارات مجلس الأمن التابع للأمم المتحدة من 1 إلى 100
هذه قائمة قرارات مجلس أمن الأمم المتحدة من 1 إلى 100 المعتمدة ما بين 25 يناير 1946 و27 أكتوبر 1953.

## القائمة
| القرار | تاريخ          | تصويت | الاهتمامات                                                                 |
| ------ | -------------- | --- | -------------------------------------------------------------------------- |
| 1      | 25 يناير 1946  | اعتمد بدون تصويت | إنشاء لجنة الأركان العسكرية                                                |
| 2      | 30 يناير 1946  | 11–0–0 | الأزمة الإيرانية في 1946                                                   |
| 3      | 4 أبريل 1946   | 9–0–0 (غير مصوت: أستراليا; غائب: اتحاد الجمهوريات الاشتراكية السوفياتية)                                                                                   | قوات الاتحاد السوفيتي في إيران                                             |
| 4      | 29 أبريل 1946  | 10–0–1 (ممتنع: اتحاد جمهوريات الاشتراكية السوفياتية) | إدانة نظام فرانسيسكو فرانكو في إسبانيا                                     |
| 5      | 8 مايو 1946    | 10–0–0 (غائب: اتحاد الجمهوريات الاشتراكية السوفياتية) | قوات الاتحاد السوفياتي في إيران                                            |
| 6      | 17 مايو 1946   | 11–0–0 | المسائل الإجرائية المتعلقة بالقبول                                         |
| 7      | 26 يونيو 1946  | تم اعتماد القرار في أجزاء، ولم يتم التصويت على النص بأكمله                                                                                                 | إدانة نظام فرانكو في إسبانيا، واستمرار رصد الوضع                           |
| 8      | 29 أغسطس 1946  | 10–0–1 (ممتنع: أستراليا) | الاعتراف بـ أفغانستان، آيسلندا والسويد                                     |
| 9      | 15 أكتوبر 1946 | 11–0–0 | إختصاص محكمة العدل الدولية                                                 |
| 10     | 4 نوفمبر 1946  | 11–0–0 | تحديد اسبانيا لم يعد يبرر المراقبة من قبل المجلس                           |
| 11     | 15 نوفمبر 1946 | اعتمد بدون تصويت | سويسرا و محكمة العدل الدولية                                               |
| 12     | 10 ديسمبر 1946 | 11–0–0 (الفقرتان 1 و 2) ؛ "تصويت الأغلبية" (الفقرة 3) | القوات البريطانية في اليونان                                               |
| 13     | 12 ديسمبر 1946 | 11–0–0 | قبول تايلاند                                                               |
| 14     | 16 ديسمبر 1946 | 9–0–2 (ممتنعون: اتحاد الجمهوريات الاشتراكية السوفياتية، الولايات المتحدة)                                                                                  | شروط رئاسة مجلس الأمن                                                      |
| 15     | 19 ديسمبر 1946 | 11–0–0 | انتهاكات الحدود اليونانية الألبانية والبلغارية اليوغوسلافية                |
| 16     | 10 يناير 1947  | 10–0–1 (ممتنع: أستراليا) | الاعتراف بإنشاء إقليم ترييستي الحر                                         |
| 17     | 10 فبراير 1947 | 9–0–2 (ممتنعون: بولندا، اتحاد الجمهوريات الاشتراكية السوفياتية)                                                                                            | إعدام السجناء السياسيين في اليونان، ألبانيا، بلغاريا ويوغوسلافيا           |
| 18     | 13 فبراير 1947 | 10–0–1 (ممتنع: اتحاد الجمهوريات الاشتراكية السوفياتية) | إنشاء لجنة تتعلق بتنظيم التسلح والحد منه                                   |
| 19     | 27 فبراير 1947 | 8–0–3 (ممتنعون: بولندا، سوريا، اتحاد الجمهوريات الاشتراكية السوفيتية)                                                                                      | مضيق حوادث كورفو                                                           |
| 20     | 10 مارس 1947   | 11–0–0 | مراجعة تقرير لجنة الطاقة الذرية                                            |
| 21     | 2 أبريل 1947   | 11–0–0 | الوصاية على المجالات الاستراتيجية: جزر المحيط الهادي الألمانية             |
| 22     | 9 أبريل 1947   | 8–0–2 (ممتنعون: بولندا، اتحاد الجمهوريات الاشتراكية السّوفياتية؛ الحاضرون الذين لم يصوتو: المملكة المتحدة)                                                  | حوادث قناة كورفو                                                           |
| 23     | 18 أبريل 1947  | 9–0–2 (ممتنعون: بولندا، اتحاد الجمهوريات الاشتراكية السوفياتية)                                                                                            | توسيع عمولة تتعلق بـ "المسألة اليونانية"                                   |
| 24     | 30 أبريل 1947  | 10–0–1 (ممتنع: أستراليا) | قبول المجر                                                                 |
| 25     | 23 مايو 1947   | 10–0–1 (ممتنع: أستراليا) | قبول إيطاليا                                                               |
| 26     | 4 يونيو 1947   | 11–0–0 | الإجراءات المتعلقة بمحكمة العدل الدولية                                    |
| 27     | 1 أغسطس 1947   | لدعوة إندونيسيا: 8–0–3 (الممتنعون عن التصويت: فرنسا، بلجيكا، المملكة المتحدة) لدعوة هولندا: 9–0–2 (امتناع: بولندا، اتحاد الجمهوريات الاشتراكية السوفياتية) | الثورة الوطنية الإندونيسية                                                 |
| 28     | 6 أغسطس 1947   | 10–0–1 (ممتنعون: اتحاد الجمهوريات الاشتراكية السوفياتية)                                                                                                   | اللجنة الفرعية المتعلقة "باليونان"                                         |
| 29     | 12 أغسطس 1947  | قبول اليمن والباكستان اعتمد 11-0-0 قبول بلغاريا والمجر وإيطاليا ورومانيا 9–0–2 (امتناع: بولندا والاتحاد السوفياتي)                                         | الاعتراف بـ اليمن, باكستان, بلغاريا, المجر, إيطاليا, و رومانيا             |
| 30     | 25 أغسطس 1947  | 7–0–4 (ممتنعون: كولومبيا، بولندا، اتحاد الجمهوريات الاشتراكية السوفياتية، المملكة المتحدة)                                                                 | الثورة الوطنية الاندونيسية                                                 |
| 31     | 25 أغسطس 1947  | 8–0–3 (ممتنعون: بولندا، سوريا، اتحاد الجمهوريات الاشتراكية السوفياتية)                                                                                     | اللجنة المتعلقة بقرار الثورة الوطنية الإندونيسية                           |
| 32     | 26 أغسطس 1947  | 10–0–1 (ممتنعون: المملكة المتحدة) | إدانة استمرار العنف في اندونيسيا                                           |
| 33     | 27 أغسطس 1947  | 10–0–1 (ممتنع: أستراليا) | استعراض وجهات نظر الجمعية العامة المتحدة حول النظام الداخلي للمجلس         |
| 34     | 15 سبتمبر 1947 | 9–0–2 (ممتنعون: بولندا، اتحاد الجمهوريات الاشتراكية السوفيتية)                                                                                             | إزالة الخلافات بين اليونان وألبانيا ويوغوسلافيا وبلغاريا                   |
| 35     | 3 أكتوبر 1947  | 9–0–2 (ممتنعون: بولندا، اتحاد الجمهوريات الاشتراكية السوفياتية)                                                                                            | جدول أعمال اللجنة المتعلقة بالثورة في إندونيسيا                            |
| 36     | 1 نوفمبر 1947  | 7–1–3 (ضد: بولندا؛ امتناع عن التصويت: كولومبيا، سوريا، اتحاد الجمهوريات الاشتراكية السوفياتية)                                                             | دعوة الأطراف المعنية في إندونيسيا إلى تنفيذ القرارات السابقة               |
| 37     | 9 ديسمبر 1947  | اعتمد بدون تصويت | الإجراء المتعلق بتطبيق الدول الأعضاء الجديدة                               |
| 38     | 17 يونيو 1948  | 9–0–2 (ممتنعون: أوكرانيا، اتحاد الجمهوريات الاشتراكية السوفياتية)                                                                                          | نزاع الهند وباكستان وكشمير                                                 |
| 39     | 20 يونيو 1948  | 9–0–2 (ممتنعون: أوكرانيا، اتحاد الجمهوريات الاشتراكية السوفياتية)                                                                                          | اقتراح بإنشاء لجنة تتعلق بالهند وباكستان وكشمير                            |
| 40     | 28 فبراير 1948 | 8–0–3 (ممتنعون: الأرجنتين، أوكرانيا، اتحاد الجمهوريات الاشتراكية السوفياتية)                                                                               | رصد الوضع في اندونيسيا                                                     |
| 41     | 28 فبراير 1948 | 7–0–4 (الممتنعون: كولومبيا، سوريا، كولومبيا، اتحاد الجمهوريات الاشتراكية السوفياتية)                                                                       | التمسك بالهدنة الموقعة في اندونيسيا                                        |
| 42     | 5 مارس 1948    | 8–0–3 (ممتنعون: الأرجنتين، سوريا، المملكة المتحدة) | طلب الإعلام بالوضع في الانتداب البريطاني على فلسطين                        |
| 43     | 1 أبريل 1948   | 11–0–0 | طلب ممثلين عن الوضع في فلسطين                                              |
| 44     | 1 أبريل 1948   | 9–0–2 (الممتنعون: أوكرانيا، اتحاد الجمهوريات الاشتراكية السوفياتية)                                                                                        | دعوى لعقد جلسة خاصة للجمعية العامة تتعلق بفلسطين                           |
| 45     | 10 أبريل 1948  | 10–0–1 (ممتنع: الأرجنتين) | قبول بورما                                                                 |
| 46     | 17 أبريل 1948  | 9–0–2 (ممتنعون: أوكرانيا، اتحاد الجمهوريات الاشتراكية السوفياتية)                                                                                          | دعوى إلى إنهاء الأعمال العدائية في فلسطين                                  |
| 47     | 21 أبريل 1948  | تم اعتماد القرار في أجزاء، ولم يتم التصويت على النص بأكمله                                                                                                 | زيادة اللجان المتعلقة بالهند وباكستان وكشمير                               |
| 48     | 23 أبريل 1948  | 8–0–3 (الممتنعون: كولومبيا، أوكرانيا، اتحاد الجمهوريات الاشتراكية السوفياتية)                                                                              | تأسيس لجنة التحقيق لفلسطين                                                 |
| 49     | 22 مايو 1948   | 8–0–3 (الممتنعون: سوريا، أوكرانيا، اتحاد الجمهوريات الاشتراكية السوفياتية)                                                                                 | أمر بوقف إطلاق النار في فلسطين                                             |
| 50     | 29 مايو 1948   | تم اعتماد القرار في أجزاء، ولم يتم التصويت على النص بأكمله                                                                                                 | أمر بوقف الصراع في فلسطين                                                  |
| 51     | 3 يونيو 1948   | 8–0–3 (الممتنعون: جمهورية الصين، أوكرانيا، اتحاد جمهوريات الاشتراكية السوفياتية)                                                                           | اللجنة المتعلقة بالهند وباكستان وكشمير                                     |
| 52     | 22 يونيو 1948  | 9–0–2 (ممتنعون: أوكرانيا، اتحاد الجمهوريات الاشتراكية السوفياتية)                                                                                          | استعراض التقرير الثاني والثالث من لجنة الطاقة الذرية التابعة للأمم المتحدة |
| 53     | 7 يوليو 1948   | 8–0–3 (ممتنعون: سوريا، أوكرانيا، اتحاد الجمهوريات الاشتراكية السوفياتية)                                                                                   | نداء عاجل لإطالة الهدنة في فلسطين                                          |
| 54     | 15 يوليو 1948  | 7–1–3 (ضد: سوريا; ممتنعون: الأرجنتين، أوكرانيا، اتحاد الجمهوريات الاشتراكية السوفياتية)                                                                    | وقف إطلاق النار في فلسطين                                                  |
| 55     | 29 يوليو 1948  | 9–0–2 (أوكرانيا، اتحاد الجمهوريات الاشتراكية السوفياتية)                                                                                                   | دعوة إندونيسيا وهولندا إلى تنفيذ اتفاقية رينفيل                            |
| 56     | 19 أغسطس 1948  | تم اعتماد القرار في أجزاء، ولم يتم التصويت على النص بأكمله                                                                                                 | الهدنة في فلسطين                                                           |
| 57     | 18 سبتمبر 1948 | 11–0–0 | أغتيال فولك برنادوت                                                        |
| 58     | 28 سبتمبر 1948 | اعتمد بدون تصويت | سويسرا و محكمة العدل الدولية                                               |
| 59     | 19 أكتوبر 1948 | اعتمد بدون تصويت | اغتيال فولك برنادوت، قرارات سابقة حول فلسطين                               |
| 60     | 29 أكتوبر 1948 | اعتمد بدون تصويت | إنشاء لجنة فرعية لفلسطين                                                   |
| 61     | 4 نوفمبر 1948  | 9–1–1 (ضد: أوكرانيا; ممتنع: اتحاد الجمهوريات الاشتراكية السوفياتية)                                                                                        | الهدنة ولجنة فلسطين                                                        |
| 62     | 16 نوفمبر 1948 | تم اعتماد القرار في أجزاء، ولم يتم التصويت على النص بأكمله                                                                                                 | الدعوة لهدنة في فلسطين                                                     |
| 63     | 24 ديسمبر 1948 | 7–0–4 (ممتنعون: بلجيكا، فرنسا، أوكرانيا، اتحاد الجمهوريات الاشتراكية السوفياتية)                                                                           | طلب وقف الأعمال العدائية والإفراج عن السجناء السياسيين في إندونيسيا        |
| 64     | 28 ديسمبر 1948 | 8–0–3 (ممتنعون: بلجيكا، فرنسا، المملكة المتحدة) | مطالبة هولندا بإطلاق سراح السجناء السياسيين ورئيس إندونيسيا                |
| 65     | 28 ديسمبر 1948 | 9–0–2 (ممتنعون: أوكرانيا، اتحاد الجمهوريات الاشتراكية السوفياتية)                                                                                          | طلب تقرير عن الوضع في إندونيسيا                                            |
| 66     | 29 ديسمبر 1948 | 8–0–3 (ممتنعون: أوكرانيا، اتحاد الجمهوريات الاشتراكية السوفياتية، المملكة المتحدة)                                                                         | المطالبة بتنفيذ القرار 61 في فلسطين                                        |
| 67     | 28 يناير 1949  | تم اعتماد القرار في أجزاء، ولم يتم التصويت على النص بأكمله                                                                                                 | الدعوة إلى إنشاء "الولايات المتحدة الإندنوسية"                             |
| 68     | 10 فبراير 1949 | 9–0–2 (ممتنعون: أوكرانيا، اتحاد الجمهوريات الاشتراكية السوفياتية)                                                                                          | قرار الجمعية العامة ولجنة الأسلحة التقليدية                                |
| 69     | 4 مارس 1949    | 9–1–1 (ضد: مصر; ممتنع: المملكة المتحدة) | قبول إسرائيل                                                               |
| 70     | 7 مارس 1949    | 8–0–3 (ممتنعون: مصر، أوكرانيا، اتحاد الجمهوريات الاشتراكية السوفياتية)                                                                                     | التقارير المتعلقة بالوصاية على المناطق الاستراتيجية                        |
| 71     | 27 يونيو 1949  | 9–0–2 (ممتنعون: أوكرانيا، اتحاد الجمهوريات الاشتراكية السوفياتية)                                                                                          | ليختنشتاين و محكمة العدل الدولية                                           |
| 72     | 11 أغسطس 1949  | اعتمد بدون تصويت | ثناء للمراقبين العسكريين في فلسطين                                         |
| 73     | 11 أغسطس 1949  | 9–0–2 (ممتنعون: أوكرانيا، اتحاد الجمهوريات الاشتراكية السوفياتية)                                                                                          | اتفاقيات الهدنة في فلسطين                                                  |
| 74     | 16 سبتمبر 1949 | 9–0–2 (ممتنعون: أوكرانيا، اتحاد الجمهوريات الاشتراكية السوفياتية)                                                                                          | إحالة قرارات لجنة الطاقة الذرية إلى الجمعية العامة                         |
| 75     | 27 سبتمبر 1949 | 7–1–3 (ضد: أوكرانيا; ممتنعون: كوبا، مصر، اتحاد الجمهوريات الاشتراكية السوفياتية)                                                                           | سداد التكاليف للدول التي تساعد في اللجان في إندونيسيا والهند وباكستان      |
| 76     | 5 أكتوبر 1949  | 9–1–1 (ضد: أوكرانيا; ممتنع: اتحاد الجمهوريات الاشتراكية السوفياتية)                                                                                        | التكلفة المستقبلية للمراقبين في إندونيسيا                                  |
| 77     | 11 أكتوبر 1949 | 9–0–2 (ممتنعون: أوكرانيا، اتحاد الجمهوريات الاشتراكية السوفياتية)                                                                                          | تقرير من لجنة الأسلحة التقليدية والجمعية العامة                            |
| 78     | 18 أكتوبر 1949 | 9–0–2 (ممتنعون: أوكرانيا، اتحاد الجمهوريات الاشتراكية السوفياتية)                                                                                          | تقرير من لجنة الأسلحة التقليدية والجمعية العامة                            |
| 79     | 17 يناير 1950  | 9–0–0 (لم يصوّت: يوغسلافيا؛ غائبة: اتحاد الجمهوريات الاشتراكية السوفياتية)                                                                                  | الجمعية العامة ولجنة الأسلحة التقليدية                                     |
| 80     | 14 مارس 1950   | 8–0–2 (ممتنعون: الهند، يوغسلافيا; غائب: اتحاد الجمهوريات الاشتراكية السوفياتية)                                                                            | الإشادة بالهند وباكستان وكشمير لاتفاقات وقف إطلاق النار                    |
| 81     | 24 مايو 1950   | 10–0–0 (غائب: اتحاد الجمهوريات الاشتراكية السوفياتية) | قرار الجمعية العامة 258                                                    |
| 82     | 25 يونيو 1950  | 9–0–1 (ممتنع: يوغسلافيا; غائب: اتحاد الجمهوريات الاشتراكية السوفياتية)                                                                                     | الحرب الكورية                                                              |
| 83     | 27 يونيو 1950  | 7-1-0 (ضد: يوغوسلافيا؛ لا يوجد تصويت: مصر، الهند، غائبة: اتحاد الجمهوريات الاشتراكية السوفياتية)                                                           | الدعوة إلى وقف الأنشطة في كوريا                                            |
| 84     | 7 يوليو 1950   | 7–0–3 (ممتنعون: مصر، الهند، يوغسلافا; غائب: اتحاد الجمهوريات الاشتراكية السوفياتية)                                                                        | المساعدة لكوريا الجنوبية، وتحديد كوريا الشمالية لتحطيم السلام              |
| 85     | 31 يوليو 1950  | 9–0–1 (ممتنع: يوغسلافيا; غائب: اتحاد الجمهوريات الاشتراكية السوفياتية)                                                                                     | طلب دعم قيادة الأمم المتحدة في كوريا                                       |
| 86     | 26 سبتمبر 1950 | 10–0–1 (ممتنع: جمهورية الصين) | قبول إندونيسيا                                                             |
| 87     | 29 سبتمبر 1950 | 7-3-1 (ضد: جمهورية الصين، الولايات المتحدة، كوبا؛ الممتنعون: مصر)                                                                                          | إعلان من جمهورية الصين الشعبية لغزو تايوان                                 |
| 88     | 8 نوفمبر 1950  | 8-2-1 (ضد: جمهورية الصين، كوبا؛ الممتنعون: مصر | استدعاء ممثل لجان المقاومة الشعبية ليكون حاضرا في مناقشة الحرب الكورية     |
| 89     | 17 نوفمبر 1950 | 9–0–2 (ممتنعون: مصر، اتحاد الجمهوريات الاشتراكية السوفياتية)                                                                                               | الشكاوى المتعلقة بإجلاء الشعب الفلسطيني                                    |
| 90     | 31 يناير 1951  | 11–0–0 | إزالة الحرب الكورية من جدول أعمال المجلس                                   |
| 91     | 30 مارس 1951   | 8–0–3 (ممتنعون: الهند، اتحاد الجمهوريات الاشتراكية السوفياتية، يوغسلافيا)                                                                                  | استقالة ممثل الأمم المتحدة للهند وباكستان وتعيين جديد                      |
| 92     | 8 مايو 1951    | 10–0–1 (ممتنع: اتحاد الجمهوريات الاشتراكية السوفياتية) | الدعوة لوقف إطلاق النار في فلسطين                                          |
| 93     | 18 مايو 1951   | 10–0–1 (ممتنع: اتحاد الجمهوريات الاشتراكية السوفياتية) | اتفاقية الهدنة العامة في الشرق الأوسط                                      |
| 94     | 29 مايو 1951   | 11–0–0 | وفاة، وانتخاب القاضي في محكمة العدل الدولية                                |
| 95     | 1 سبتمبر 1951  | 8–0–3 (ممتنعون: الجمهورية الصينية، الهند، اتحاد الجمهوريات الاشتراكية السوفياتية)                                                                          | انتقاد مصر في الصراع العربي الإسرائيلي                                     |
| 96     | 10 نوفمبر 1951 | 9–0–2 (ممتنع: الهند، اتحاد الجمهوريات الاشتراكية السوفياتية)                                                                                               | إعلان الهند وباكستان عن التسوية السلمية في كشمير                           |
| 97     | 30 يناير 1952  | لا تفاصيل عن التصويت | حل لجنة الأسلحة التقليدية                                                  |
| 98     | 23 ديسمبر 1952 | 9–0–1 (ممتنعون: اتحاد الجمهوريات الاشتراكية السوفياتية; لم يصوت:باكستان)                                                                                   | دعوة لإجراء مفاوضات بين الهند وباكستان                                     |
| 99     | 12 أغسطس 1953  | اعتمد بدون تصويت | استقالة القاضي والانتخاب لمحكمة العدل الدولية                              |
| 100    | 27 أكتوبر 1953 | 11–0–0 | تعليق العمل في المنطقة المنزوعة السلاح في فلسطين                           |